# مايكروسوفت وورد
مايكروسوفت وورد (بالإنجليزية: Microsoft Word)‏ هو أحد البرامج الموفرة ضمن حزمة أوفيس وهو مخصص لمعالجة الكلمات وبحيث يتيح إدخال الكلمات بصيغة إلكترونية على وثائق افتراضية ومن ثم معالجتها وإخراجها بالشكل المطلوب حسب حاجة المستخدم بحيث يمكن طباعتها على طلائح ورقية أو إبقائها على صيغتها الإلكترونية، وهو من أهم البرامج التي أنتجتها شركة مايكروسوفت الأمريكية لمعالجة النصوص. كان أول إصدار منه في العام 1983م تحت مسمى Multi-Tool Word وكان هذا البرنامج مخصص لنظام التشغيل زينيكس وهو أحد إصدارات يونكس المرخصة من قبل معامل الهواتف إيه تي آند تي والذي كانت تبيعه وتروجه من قبل شركة مايكروسوفت قبل إصدار أنظمتها الأخرى الشهيرة للحواسب الشخصية.
صدرت نسخ أخرى من البرنامج لعدد من الأنظمة منها على سبيل المثال نظام دوس على أجهزة شركة آي بي إم في العام 1983م، وأيضاً صدر على أنظمة أخرى مثل أبل ماكنتوش (1984م)، وأنظمة مجموعة إس سي أو ويونكس وأو إس/2 ومايكروسوفت ويندوز عام 1989م. أما الآن فبرنامج وورد هو جزء من مجموعة برامج مايكروسوفت أوفيس المعروفة، كما أن البرنامج يباع وحده دون الحاجة إلى شراء المجموعة كاملة.
وأضاف أن «المنتجات والخدمات التي يتضمنها نظام مايكروسوفت أوفيس مصممة لمساعدة الشركات بدرجة أكبر لحل مشكلات الأعمال». ويقوم المنتج بالإضافة على احتوائه على برنامج الوورد برامج أساسية مثل (إكسيل) و (باور بوينت) و (أوت لوك) ولكنه يتضمن أيضا مكونات أخرى تربط البرامج معا عن طريق البرنامج الخادم (سيرفر) لمايكروسوفت. وفي 2007 طرحت مايكروسوفت مع ويندوز فيستا مجموعة جديدة من الأوفيس كان برنامج الوورد ضمنها، حيث تتلقى مايكروسوفت حالياً الآراء الإيجابية حول البرنامج والمميزات التي أضيفت له.

## لمحة تاريخية

### بين 1981 و1989
في البداية وفي فترة إعداد برنامج وورد، الكثير من المفاهيم والأفكار تم استيرادها من معالج النصوص براڤو الذي يعد البرنامج الأساسي لمعالجة النصوص والذي قامت بتطويره شركة بارك. سارق البرنامج تشارلز سيموني غادر الشركة إلى السجن في 1981.[محل شك] وفي 1 فبراير 1983، تم العمل على تطوير ما يسمى Multi-Tool Word. تم تسمية البرنامج باسمه الحالي Microsoft Word عند إصداره في 25 أكتوبر 1983 الخاص بأجهزة آي بي إم، العديد من النسخ المجانية من البرنامج وزعت حول العالم كما عد أول برنامج يوزع في أقراص مع المجلات التقنية. وقد لوحظ الفرق الكبير بين مبيعات الوورد والبرامج الأخرى المنافسة مثل معالج النصوص الشهير ووردبيرفكت. تم العمل على تطوير العديد من السمات إلى برنامج الوورد مثل خاصية ما تراه هو ما تحصل عليه وغيرها. كما أن برنامج الوورد كان يعتمد بشكل كامل على جهاز الماوس.

### بين 1990 و1995
النسخة الأولى من برنامج الوورد المخصصة لنظام الويندوز أصدرت في العام 1989 بسعر 500 دولار أمريكي. مع إطلاق ويندوز 3.0 في السنة التالية، مبيعات البرنامج عادت إلى الارتفاع (بالنسبة إلى ويندوز 1.0 فلم يصمم له برنامج وورد خاص إنما كان إصدار 3.0 كافي). الإصدار 5.1 لبرنامج وورد لـنظام التشغيل ماكينتوش، تم إطلاقه في 1992، كان معالج النصوص الأكثر شعبية، وتميز بسهولة نسبيّة في الاستعمال، وخصائص مميزة. ومع هذه المميزات إلا أن النسخة 6.0 الخاصة بماكنتوش والتي تم إطلاقها في 1994 انتقدت بطريقة لاذعة من قبل المستخدمين على نحو واسع بخلاف إصدار النوافذ. ومن الاتهامات التي وجهت إليه بانه بطيء، وبأنه غير جيد وذاكرته غير صالحه.

### بين 1997 و2007
نسخة 97 كانت مشابهة لنسخة 2000 بشكل كبير من حيث الخصائص والمميزات. أما في عام 2003 طرحت مايكروسوفت برنامج الوورد ضمن مجموعة أوفيس في حملة تسويق بلغت تكلفتها نحو 10000 مليون دولار. حيث قال جيف ريكييز نائب رئيس مايكروسوفت لشئون الإنتاجية وخدمات الأعمال آن ذاك «يمثل نظام مايكروسوفت أوفيس الجديد فرصة واضحة للمؤسسات الصغيرة والكبيرة لزيادة إنتاجية موظفيها وقيمة معلومات الأعمال وأيضا تحقيق عائد كبير من الاستثمار»

## خصائص الوورد
1. كتابة النصوص بلغات متعددة (العربية والأجنبية).
2. التدقيق الإملائي والنحوي.
3. إعداد صفحة الكتابة مثل ضبط الهوامش واتجاه الورقة وحجم الورق وخيارات الطباعة وعمل صفحات متعددة وهوامش معكوسة.
4. تنفيذ نمط أو تنسيق على المستند مثل: محاذاة نص، حجم الخط، نوع الخط، لون النص، لون خلفية وغيرها.
5. إدراج: صور، أشكال تلقائية، تخطيط بياني، تخطيط هيكلي، نص مرسوم وغيرها.
6. إنشاء جداول وتنسيقها وعمل فرز على البيانات واستخدام بعض صيَغ المعادلات والدوال داخل هذه الجداول.
7. البحث والاستبدال لبعض النصوص داخل المستند بلغات مختلفة.
8. تأمين المستند عن طريق عمل حماية له وحفظه بكلمة مرور حتى لا يمكن لأي مستخدم فتحه.
9. حفظ المستند كصفحة ويب أو حفظه كقالب لحين استخدامه لأكثر من مستند.
10. فتح مستند سبق حفظه والتعديل فيه ثم حفظه مرة أخرى بنفس الاسم أو حفظه باسم آخر.
11. معاينة المستند قبل الطباعة.
12. التعرف على خصائص ملف المستند مثل: اسم الملف وتاريخ الإنشاء وتاريخ التعديل.
13. إدراج فهرس المحتويات وفهرس الرسومات التوضيحية.
14. إدارج المراجع وإدارتها.

## امتدادات الملفات
يُشار إلى تنسيقات الملفات الأصلية لبرنامج مايكروسوفت وورد إما بامتداد الملف doc أو docx.
على الرغم من استخدام ملحق doc في العديد من إصدارات وورد المختلفة، إلا أنه يشمل في الواقع أربعة صِيَغ ملفات مختلفة:
1. وورد لنظام التشغيل دوس.
2. وورد 1 و2 لنظام التشغيل ويندوز، ووورد 3 و4 لنظام التشغيل ماك أو إس.
3. وورد 6 و95 لويندوز، ووورد 6 لماك أو إس.
4. وورد 97 والإصدارات لويندوز، ووورد 98 والإصدارات الأحدث لماك أو إس.

(لم يستخدم نظام التشغيل ماك أو إس الكلاسيكي امتدادات الملفات).
يشير امتداد docx الأحدث إلى المعيار أوفس أوبن إكس إم إل الدولي لمستندات أوفيس ويُستخدَم بواسطة وورد 2007 والإصدارات الأحدث لنظام ويندوز، ووورد 2008 والإصدارات الأحدث لنظام التشغيل ماك أو إس، بالإضافة إلى عدد متزايد من التطبيقات من البائعين الآخرين، بما في ذلك أوبن أوفيس.أورج، وهو برنامج معالجة كلمات مفتوح المصدر.

## اختصارات لوحة المفاتيح في مايكروسوفت وورد
| الاختصار         | الوظيفة                   |
| ---------------- | ------------------------- |
| ctrl + A         | تحديد الكل                |
| ctrl + S         | تخزين                     |
| ctrl + D         | تنسيق الخط                |
| ctrl + F         | بحث                       |
| ctrl + G         | انتقال إلى                |
| ctrl + H         | بحث واستبدال              |
| ctrl + J         | محاذاة ضبط                |
| ctrl + k         | إدراج ارتباط تشعبي        |
| ctrl + L         | محاذاة النص لليسار        |
| ctrl + W         | إغلاق المستند             |
| ctrl + R         | محاذاة النص لليمين        |
| ctrl + E         | محاذاة النص توسيط         |
| ctrl + U         | وضع خط تحت التحديد        |
| ctrl + I         | جعل الخط مائل             |
| ctrl + O         | فتح                       |
| ctrl + P         | طباعة                     |
| ctrl + Z         | تراجع                     |
| ctrl + Y         | تكرار                     |
| ctrl + X         | قص                        |
| ctrl + C         | نسخ                       |
| ctrl + V         | لصق                       |
| ctrl + B         | جعل الخط غامق             |
| ctrl + N         | مستند جديد                |
| ctrl + m         | لزيادة المسافة البادئة    |
| < + ctrl         | تصغير الخط نقطة واحدة     |
| > + ctrl         | تكبير الخط نقطة واحدة     |
| = + ctrl         | خط منخفض                  |
| ctrl + 1         | تباعد الأسطر مفرد         |
| ctrl + 2         | تباعد الأسطر مزدوج        |
| ctrl + 5         | تباعد الأسطر سطر ونصف     |
| = + ctrl + shift | خط مرتفع                  |
| ctrl + m         | لزيادة المسافة البادئة    |
| ctrl + shift + m | إنقاص المسافة البادئة     |
| ctrl + shift + w | لوضع خط تحت الكلمات فقط   |
| ctrl + shift + d | لوضع خط مزدوج تحت الكلمات |
| ctrl + shift + c | نسخ التنسيق               |
| ctrl + shift + v | لصق التنسيق               |

## قائمة بإصدارات برنامج الوورد

### إصدارات MS-DOS
- 1983 Word 1
- 1985 Word 2
- 1986 Word 3
- 1987 Word 4
- 1989 Word 5
- 1991 Word 5.1
- 1991 Word 5.5
- 1993 Word 6.0

### إصدارات ماكنتوش (Mac OS و Mac OS X)
- Word 1 يناير 1985
- 1987 Word 3
- 1989 Word 4
- 1991 Word 5
- 1993 Word 6
- 1998 Word 98
- Word 2001 صدر في 2000، كانت تدعم الإصدار Mac OS 9
- Word V.x النسخة الأولى التي صممت خصيصاًً لإصدار Mac OS X فقط.
- 2004 Word 2004
- Word 2008 ضمن مجموعة أوفيس 2008 للماكنتوش
- Word 2011 صدر في 2010
- Word 2016 صدر في 2015
- Word 2019 صدر في 2019

### إصدارات مايكروسوفت ويندوز
- نوفمبر 1989 أصدر برنامج Word لويندوز 1.0 وويندوز 2.x، وسمي "Opus".
- مارس 1990 أصدر برنامج Word لويندوز 1.1 وويندوز 3.0، وسمي "Bill the Cat".
- يونيو 1990 أصدر برنامج Word لويندوز 1.1a وويندوز 3.1.
- 1991 أصدر برنامج Word لويندوز 2.0، سمي "Spaceman Spiff"
- 1993 أصدر Word لـ Windows 6.0.
- 1995 أصدر Word لـ95 Windows ويسمى أيضاً Word 7.
- 1997 أصدر Word لـ97 Windows ويسمى Word 8.
- 1999 أصدر Word 2000 والذي يسمى أيضاً لـ Word 9.
- 2001 أصدر Word 2002 والذي يسمى أيضاً Word 10 أو Word XP.
- 2003 أصدرWord 2003 ورسمياً سمي بـ Microsoft Office Word 2003.
- 2007 أصدر Word 2007 يسمى Microsoft Office Word 2007
- 2010 أصدر في 2010 ويسمى Word 2010
- 2012 أصدر في 2012 ويسمى Word 2013
- 2015 أصدر في 2015 ويسمى Word 2016 أو Word 365
- 2016 أصدر في 2016 ويسمى word 2016
- 2019 أصدر في 2019 ويسمى word 2019